# God Friended Me
God Friended Me je americký dramatický televizní seriál stanice CBS, jehož tvůrci jsou Steven Lillen a Bryan Wynbrandt. Hlavní role hrají Brandon Micheal Hall, Violett Beane, Javicia Leslie, Suraj Sharma, Joe Morton a Erica Gimpel. Pilotní díl měl premiéru dne 30. září 2018. 19. října 2018 bylo oznámeno, že seriál dostal od stanice CBS plnou řadu.
Dne 29. ledna byla stanicí CBS objednána druhá řada, která měla premiéru dne 29. září 2019. Stanice seriál po dvou odvysílaných řadách zrušila.

## Příběh
Hlavní postavou seriálu je Miles, inteligentní a optimistický ateista, jehož svět se obrátí vzhůru nohama poté, co si ho Bůh přidá do přátel na facebooku. Stane se tak agentem změny v životech a osudech lidí okolo něj. Společně s Carou Bloom, kterou zachránil, začínají pomáhat dalším lidem z návrhů na přátelství od Boha. Caře a Milesovi také pomáhá jeho sestra Ali, studentka psychiatrie přes den a barmanka přes noc, a jeho nejlepší kamarád Rakes. 

## Obsazení

### Hlavní role
- Brandon Micheal Hall jako Miles Finer[1]
- Violett Beane jako Cara Bloom[1]
- Javicia Leslie jako Ali Finer[1]
- Suraj Sharma jako Rakesh Sehgal[1]
- Joe Morton jako reverend Arthur Finer[1]
- Erica Gimpel jako Trisha (2. řada; 1. řada vedlejší role)[7]

### Vedlejší role
- Parminder Nagra jako Pria Amar
- Rachel Bay Jones jako Susan
- Shazi Raja jako Jaya
- Francesca Ling jako Parker
- Malik Yoba jako Terrance
- Kyle Harris jako Eli
- Victoria Janicki jako Nia
- Gaius Charles jako reverend Andrew Carver
- Adam Goldberg jako Simon Hayes
- Michel Gill jako Wilson Hedges
- Derek Luke jako Henry Chase
- Jessica Lu jako Joy Chen (2. řada; 1. řada hostující role)
- Susan Misner jako Annie Keller (2. řada)
- Karine Vanasse jako Audrey Grenelle (2. řada)

## Seznam dílů

### První řada (2018–2019)
| Č. v seriálu | Č. v řadě | Původní název                           | Režie            | Scénář                                                        | Premiéra v USA     |
| ------------ | --------- | --------------------------------------- | ---------------- | ------------------------------------------------------------- | ------------------ |
| 1            | 1         | Pilot                                   | Marcos Siega     | Steven Lilien a Bryan Wynbrandt                               | 30. září 2018      |
| 2            | 2         | The Good Samaritan                      | Marcos Siega     | Steven Lilien a Bryan Wynbrandt                               | 7. října 2018      |
| 3            | 3         | Heavenly Taco Truck                     | Kenneth Fink     | Robert Hull                                                   | 14. října 2018     |
| 4            | 4         | Error Code 1,61                         | Marcos Siega     | Allison Moore                                                 | 21. října 2018     |
| 5            | 5         | Unfriended                              | Erin Feeley      | Safia M. Dirie                                                | 28. října 2018     |
| 6            | 6         | A House Divided                         | Louis Milito     | Steven Lilien, Bryan Wynbrandt a Robert Hull                  | 4. listopadu 2018  |
| 7            | 7         | The Prodigal Son                        | Marcos Siega     | Carmen Pilar Golden                                           | 11. listopadu 2018 |
| 8            | 8         | Matthew 621                             | Holly Dale       | Jessica Granger                                               | 18. listopadu 2018 |
| 9            | 9         | King's Gambit                           | Tricia Brock     | Richard Lowe                                                  | 25. listopadu 2018 |
| 10           | 10        | Coney Island Cylcone                    | Marcos Siega     | Robert Hull                                                   | 9. prosince 2018   |
| 11           | 11        | 17 Years                                | Tamra Davis      | Steven Lilien a Bryan Wynbrandt                               | 16. prosince 2018  |
| 12           | 12        | Ready Player Two                        | Darren Grant     | námět: Devanshi Patel scénář: Lara Azzopardi                  | 6. ledna 2019      |
| 13           | 13        | Miracle on 123rd Street                 | Marcos Siega     | Andre Edmonds                                                 | 13. ledna 2019     |
| 14           | 14        | The Trouble with the Curve              | Victor Nelli Jr. | Safia M. Dirie                                                | 17. února 2019     |
| 15           | 15        | Two Guys, a Girl, and a Thai Food Place | Marcos Siega     | Jessica Ball                                                  | 3. března 2019     |
| 16           | 16        | Scenes From an Italian Restaurant       | Joe Morton       | námět: Carmen Pilar Golden scénář: Robert Hull                | 10. března 2019    |
| 17           | 17        | The Dragon Slaye                        | Geoff Shotz      | námět: Lara Azzopardi scénář: Steven Lilien a Bryan Wynbrandt | 17. března 2019    |
| 18           | 18        | Return to Sender                        | Joe Morton       | Lydia Teffera a Sam Lifshutz                                  | 24. března 2019    |
| 19           | 19        | The Road To Damascus                    | Kyra Sedgwick    | Robert Hull                                                   | 31. března 2019    |
| 20           | 20        | Que Sera Sera                           | Gregory Smith    | Steven Lilien a Bryan Wynbrandt                               | 14. dubna 2019     |

### Druhá řada (2019–2020)
| Č. v seriálu | Č. v řadě | Původní název               | Režie                       | Scénář                          | Premiéra v USA     |
| ------------ | --------- | --------------------------- | --------------------------- | ------------------------------- | ------------------ |
| 21           | 1         | Joy                         | Victor Neli Jr.             | Steven Lilien a Bryan Wynbrandt | 29. září 2019      |
| 22           | 2         | The Lady                    | Darren Grant                | Robert Hull                     | 6. října 2019      |
| 23           | 3         | From Paris with Love        | Marcos Siega                | Safia M. Dirie                  | 13. října 2019     |
| 24           | 4         | All Those Yesterdays        | Kellie Cyrus                | Matt Ward                       | 20. října 2019     |
| 25           | 5         | The Greater Good            | Marcos Siega                | Logan Slakter                   | 27. října 2019     |
| 26           | 6         | The Fighter                 | Rich Newey                  | Kristi Korzec                   | 3. listopadu 2019  |
| 27           | 7         | Instant Karma               | Marcos Siega                | Steve Harper                    | 10. listopadu 2019 |
| 28           | 8         | The Last Grenelle           | Lionel Coleman              | Carmen Pilar Golden             | 17. listopadu 2019 |
| 29           | 9         | Prophet & Loss              | Barbara Brown               | Robert Hull                     | 24. listopadu 2019 |
| 30           | 10        | High Anxiety                | Charissa Sanjarernsuithikul | Steven Lilien a Bryan Wynbrandt | 8. prosince 2019   |
| 31           | 11        | A New Hope                  | Marcos Siega                | Safia M. Dirie                  | 5. ledna 2020      |
| 32           | 12        | BFF                         | Annabelle Frost             | Steven Lilien a Bryan Wynbrandt | 12. ledna 2020     |
| 33           | 13        | The Princess and the Hacker | Marcos Siega                | Kristi Korzec                   | 16. února 2020     |
| 34           | 14        | Raspberry Pie               | Joe Morton                  | Logan Slakter                   | 23. února 2020     |
| 35           | 15        | The Last Little Thing       | Marcos Siega                | Robert Hull                     | 1. března 2020     |
| 36           | 16        | The Atheist Papers          | Erin Richards               | Jessica Granger                 | 8. března 2020     |
| 37           | 17        | Harlem Cinema House         | Marcos Siega                | Pilar Golden a Steve Harper     | 15. března 2020    |
| 38           | 18        | Almost Famous               | Gregory Smith               | Joe Webb a Brian Ford Sullivan  | 29. března 2020    |
| 39           | 19        | The Fugitive                | Bola Ogun                   | Richard Lowe                    | 12. dubna 2020     |
| 40           | 20        | Collateral Damage           | Darren Grant                | Lydia Teffera a Sam Lifshutz    | 19. dubna 2020     |
| 41           | 21        | Miracles                    | Victor Nelli Jr.            | Robert Hull                     | 26. dubna 2020     |
| 42           | 22        | The Mountain                | Bryan Wynbrandt             | Steven Lilien                   | 26. dubna 2020     |